# Keith Ablow
Keith Russell Ablow (ur. 23 listopada 1961) – psychiatra, pisarz, znany również z telewizji.

## Dzieciństwo i edukacja
Keith Ablow urodził się 23 listopada 1961 roku, dorastał w Marblehead w stanie Massachusetts. W 1983 ukończył studia na Uniwersytecie Browna. W Tufts Medical Center odbył staż specjalizacyjny, a w 1987 otrzymał stopień doktora medycyny na Wydziale Medycyny Uniwersytetu Johnsa Hopkinsa.
W latach studenckich pracował jako reporter dla "Newsweeka" oraz dziennikarz dla " Washington Post" i " Baltimore Sun". Keith Ablow pełnił funkcję dyrektora medycznego Tri-City Mental Health Centers, potem dyrektora medycznego Heritage Health Systems.

## Prywatna praktyka zawodowa
W 1996 roku dr Keith Ablow rozpoczął prywatną praktykę w zakresie psychiatrii sądowej oraz psychiatrii dla osób młodych i dorosłych. Pacjentów przyjmuje również poza swoim gabinetem w Newburyport w stanie Massachusetts oraz w Nowym Jorku.

## Kariera pisarska i telewizyjna
Jako student Keith Ablow został redaktorem i producentem Lifetime Medical Television w Nowym Jorku i Los Angeles w latach 1985-1989. W 1987 napisał swoją pierwszą książkę, jaką jest Medical School: Getting In, Staying In, Staying Human.
W 2003 roku zrealizował program Expert Witness z Matthew Modinem w roli głównej.
Keith Ablow wystąpił w takich programach, jak The Oprah Winfrey Show, The Today Show, The Howard Stern Show, Good Morning America, The Tyra Banks Show, Nancy Grace, Catherine Crier Live czy The O'Reilly Factor.
Od czerwca 2006 do września 2007 roku prowadził własny program The Dr. Keith Ablow Show.

### Literatura faktu
- Living the Truth: Transform Your Life Through the Power of Insight and Honesty (2007)
- Inside the Mind of Scott Peterson (2005)
- Without Mercy: The Shocking True Story of a Doctor Who Murdered (1996)
- The Strange Case of Dr. Kappler: The Doctor Who Became a Killer (1994)
- Anatomy of a Psychiatric Illness: Healing the Mind and Brain (1993)
- To Wrestle With Demons: A Psychiatrist Struggles to Understand His Patients and Himself (1992)
- How to Cope with Depression (1989)
- Medical School: Getting In, Staying In, Staying Human (1987)

### Literatura fikcyjna
- Denial (Denial), angielskie wydanie: 1998
- Projection, angielskie wydanie: 1999
- Przymus (Compulsion), polskie wydanie: 2003
- Psychopata (Psychopath), polskie wydanie: 2007
- Murder Suicide, angielskie wydanie: 2004
- Architekt (The Architect), polskie wydanie: 2008